# Monte Sapei
Il monte Sapei è una montagna delle Alpi Graie alta 1.624 m.

## Geografia
Si trova all'inizio della val di Susa, tra il Rocca Sella e il monte Civrari, ed interessa i comuni di Caprie e di Rubiana. 
Sulla cima si trova il punto geodetico trigonometrico dell'IGM denominato Monte Sapei (cod. 055111).

## Ascensione alla vetta

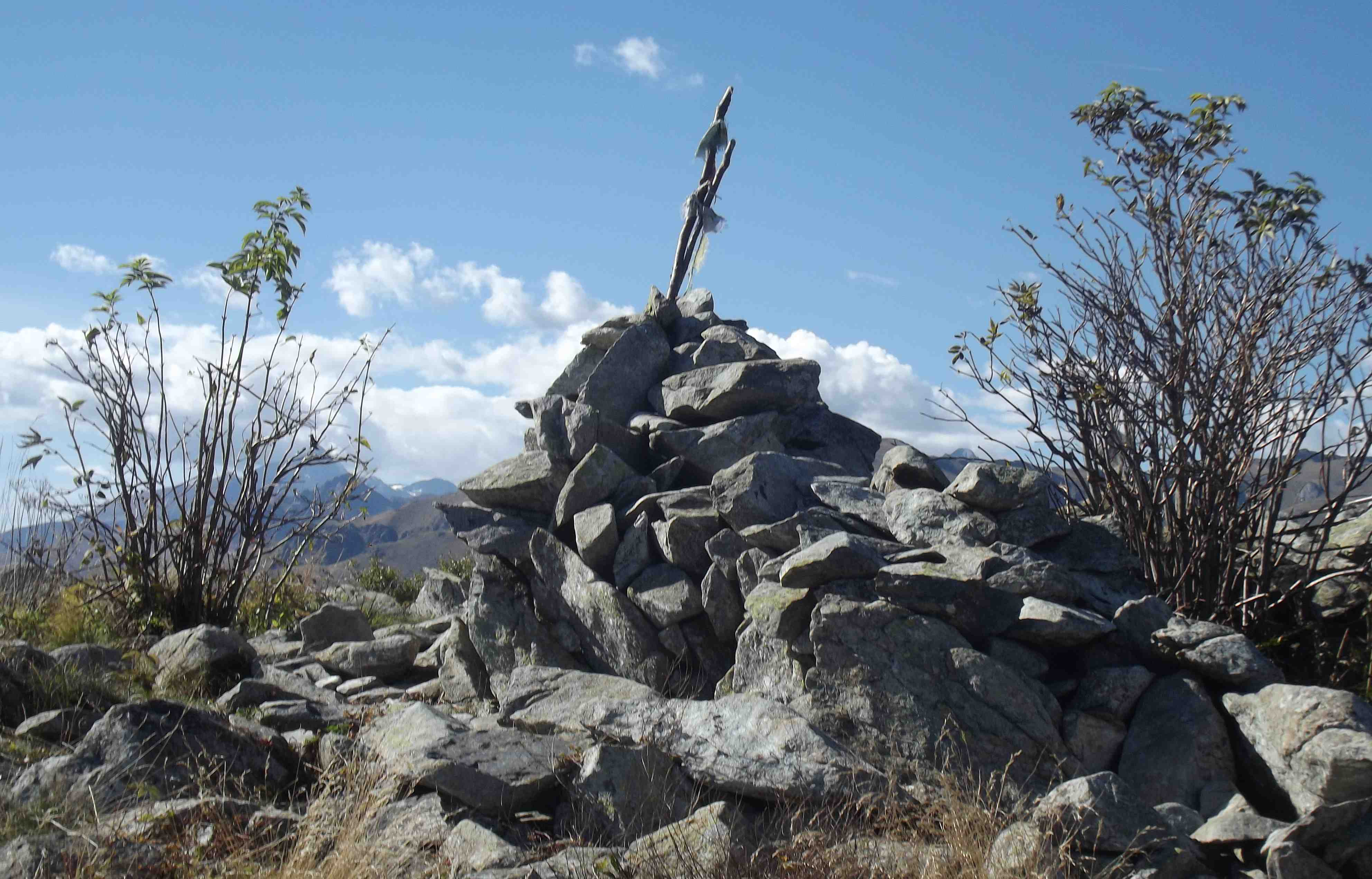
L'ometto sulla cima

Data la bassa quota la montagna può essere salita con relativa facilità durante quasi tutto l'anno, portando eventualmente con sé le ciaspole durante l'inverno.

### Da Celle o da Comba
La via di accesso dalla frazione Celle di Caprie è di tipo escursionistico ed ha una esposizione principalmente meridionale: la partenza è presso il Rifugio Rocca Sella, a quota 992 m, indicazioni Rocca Sella, sentiero 571. Arrivati alla borgata Comba, 1.070 m, presso un fontanile, il sentiero 571 volge verso est e attraversa la frazione Combe con meta il Colle della Bassa, da tralasciare; si prosegue invece sul sentiero 571A/575 che insieme proseguono verso nord, divergendo poco dopo: il 575 (detto anche Tramontana) va verso il Rocca Sella, è invece da seguire il 571A che arriva, dopo un tratto boscoso, al Colle Arponetto, valico tra le valli del Messa e del Sessi a 1.397 m e tra le punte del Sapei del Rocca Sella, incrocio di diversi sentieri. Da lì diparte il sentiero che per crinale arriva al Monte Sapei.

### Da Favella
L'itinerario da Favella di Rubiana parte dal cimitero della borgata e sale verso ovest al Colle Arponetto. Da lì si segue il sentiero verso nord che risale il Sapei seguendo il suo crinale meridionale.

### Da Muande Soffietti
La via di accesso dalla frazione Muande Soffietti di Rubiana è possibile seguendo il sentiero 577 in direzione ovest fino al Colle della Bassa. Ivi arrivati lì seguire il sentiero che va a sud verso il Sapei a risalire il suo crinale settentrionale.

## Punti di appoggio
- Rifugio Rocca Sella

## Cartografia
- Cartografia ufficiale italiana dell'Istituto Geografico Militare (IGM) in scala 1:25.000 e 1:100.000, consultabile on line
- Istituto Geografico Centrale - Carta dei sentieri e dei rifugi scala 1:50.000 n. 17 Torino Pinerolo e Bassa Val di Susa